# Salboknös
Salboknös este o arie protejată (arie specială de conservare — SAC, sit de importanță comunitară — SCI) din Suedia întinsă pe o suprafață de 73 ha, integral pe uscat.

## Localizare
Centrul sitului Salboknös este situat la coordonatele 59°48′07″N 14°56′13″E / 59.8019°N 14.937°E.

## Înființare
Situl Salboknös a fost declarat sit de importanță comunitară în decembrie 1998 pentru a proteja 1 specie de animale. Situl a fost protejat și ca arie specială de conservare în martie 2011.

## Biodiversitate
Situată în ecoregiunea boreală, aria protejată conține 5 habitate naturale: Mlaștini turboase de tranziție și turbării mișcătoare, Mlaștini împădurite, Cursuri de apă de la nivel de câmpie la nivel montan, cu vegetație Ranunculion fluitantis și Callitricho-Batrachion, Grohotișuri silicioase de la nivelul montan până la nivelul zăpezii (Androsacetalia alpinae și Galeopsietalia ladani), Taiga vestică.
La baza desemnării sitului se află o specie protejată de  mamifere: râs eurasiatic (Lynx lynx).